# بارتولومئو کاواروتسی
بارتولومئو کاواروتسی (ایتالیایی: Bartolomeo Cavarozzi; ‏۱۵ فوریهٔ ۱۵۸۷ – ۲۱ سپتامبر ۱۶۲۵) نقاش کاراواجیستی اهل ایتالیا بود و در سبک باروک نقاشی می‌کرد.

## نگارخانه

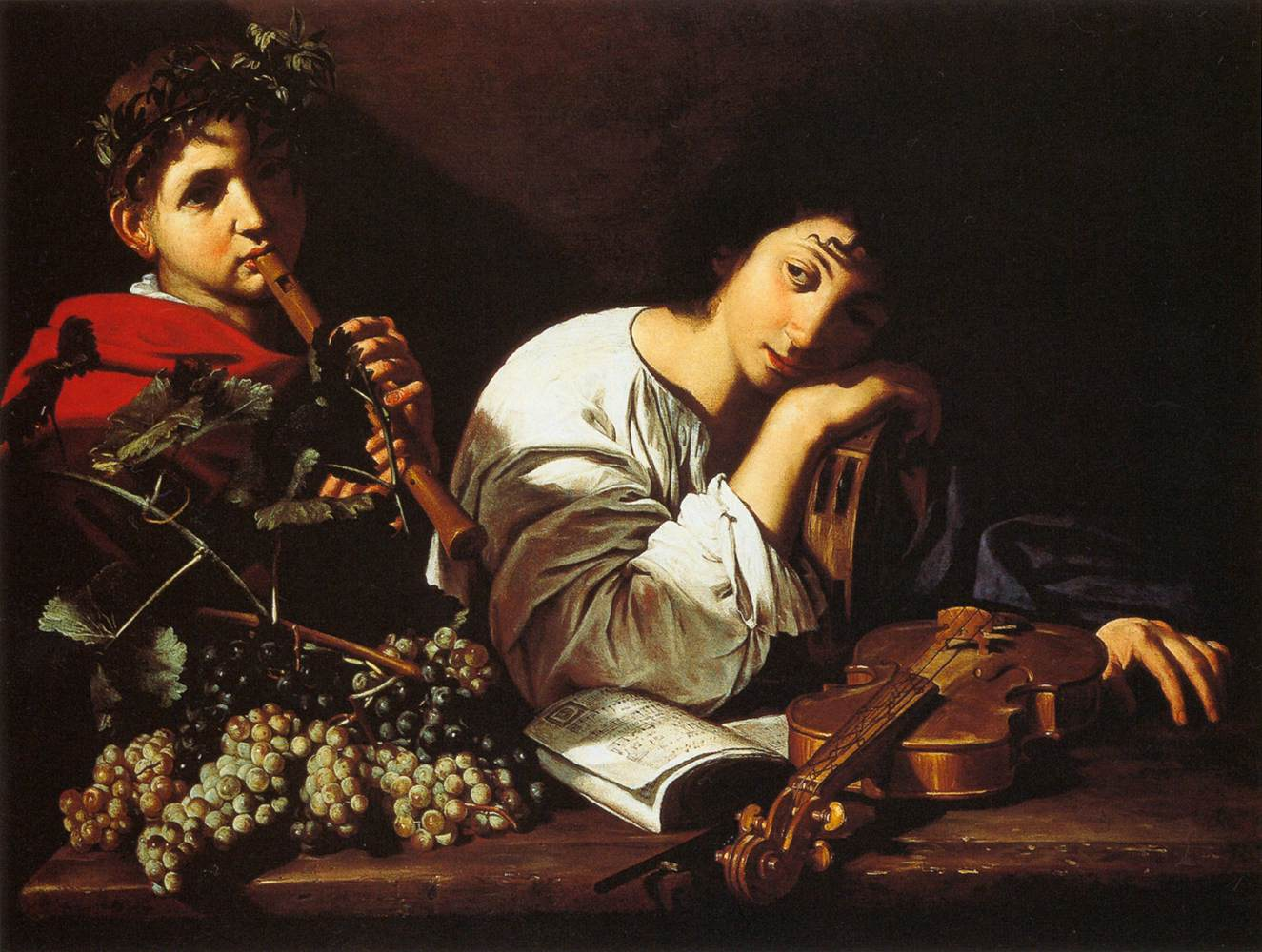
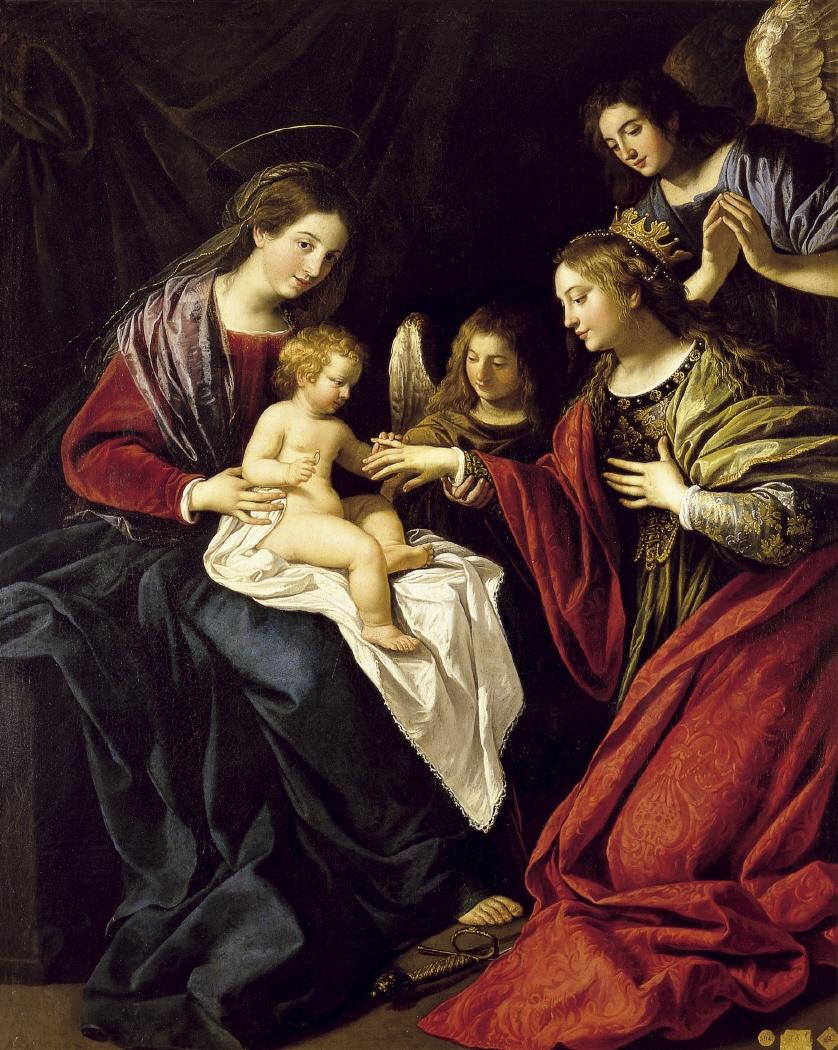
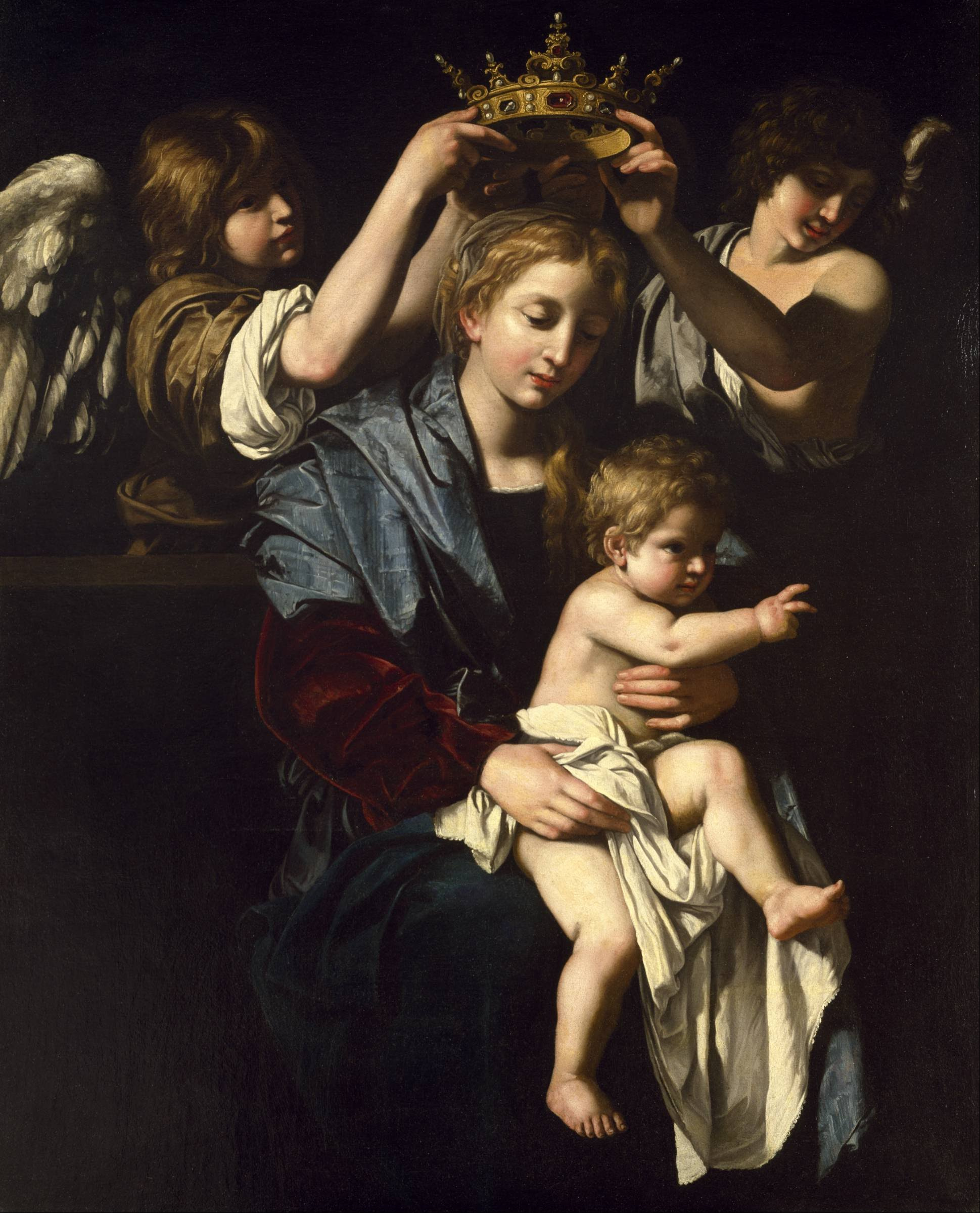
تاج‌گذاری باکره
حوالی ۱۶۲۰ م.
موزه هنرهای زیبا (هیوستون)